# Robert St. George Tyldesley Ransome
Robert St. George Tyldesley Ransome, britanski general, * 1903, † 1982.